# 赫斯珀里得斯花园
赫斯珀里得斯花园（Hesperidengärten）是德国纽伦堡的若干巴洛克风格的花园，位于老城区以西的圣约翰尼斯区，在约翰尼斯街47号和13号均有入口。它们是沿城墙绿化带的一部分，包括360个精心设计的小型观赏花园，以文艺复兴和巴洛克风格建造，并配有喷泉和砂岩建筑。园林由16-18世纪贵族和商人开辟，将新创建的郊区与老城区隔开。自近代以来，富有的市民一直住在圣约翰尼斯，他们给家乡的花园带来了一丝南方文化。

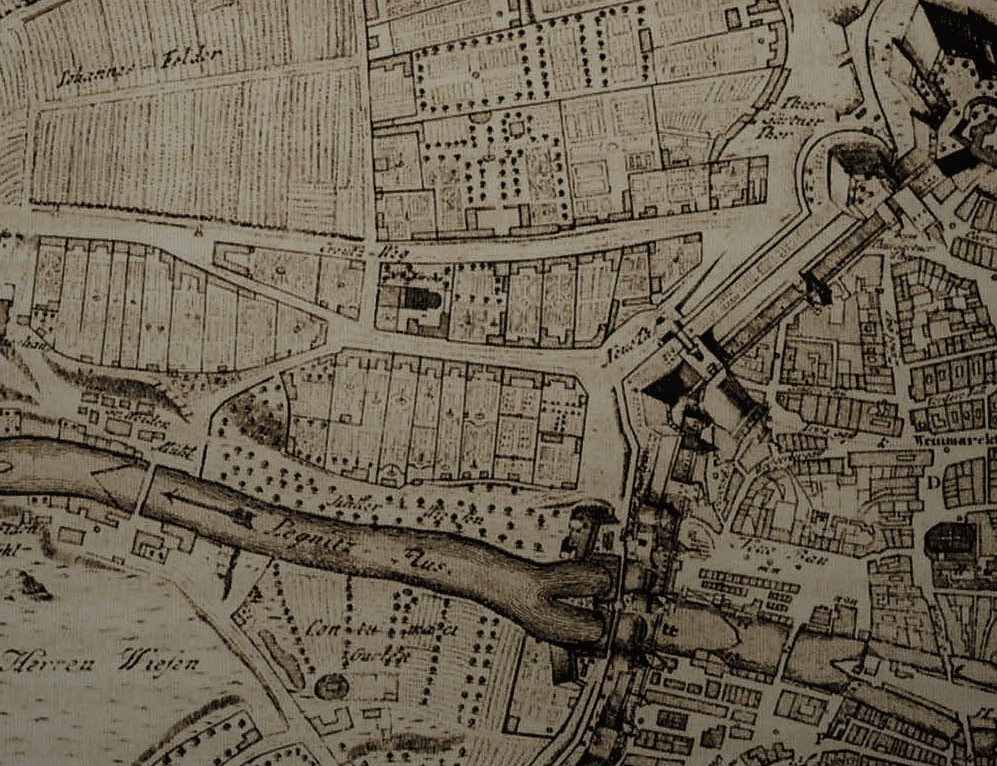
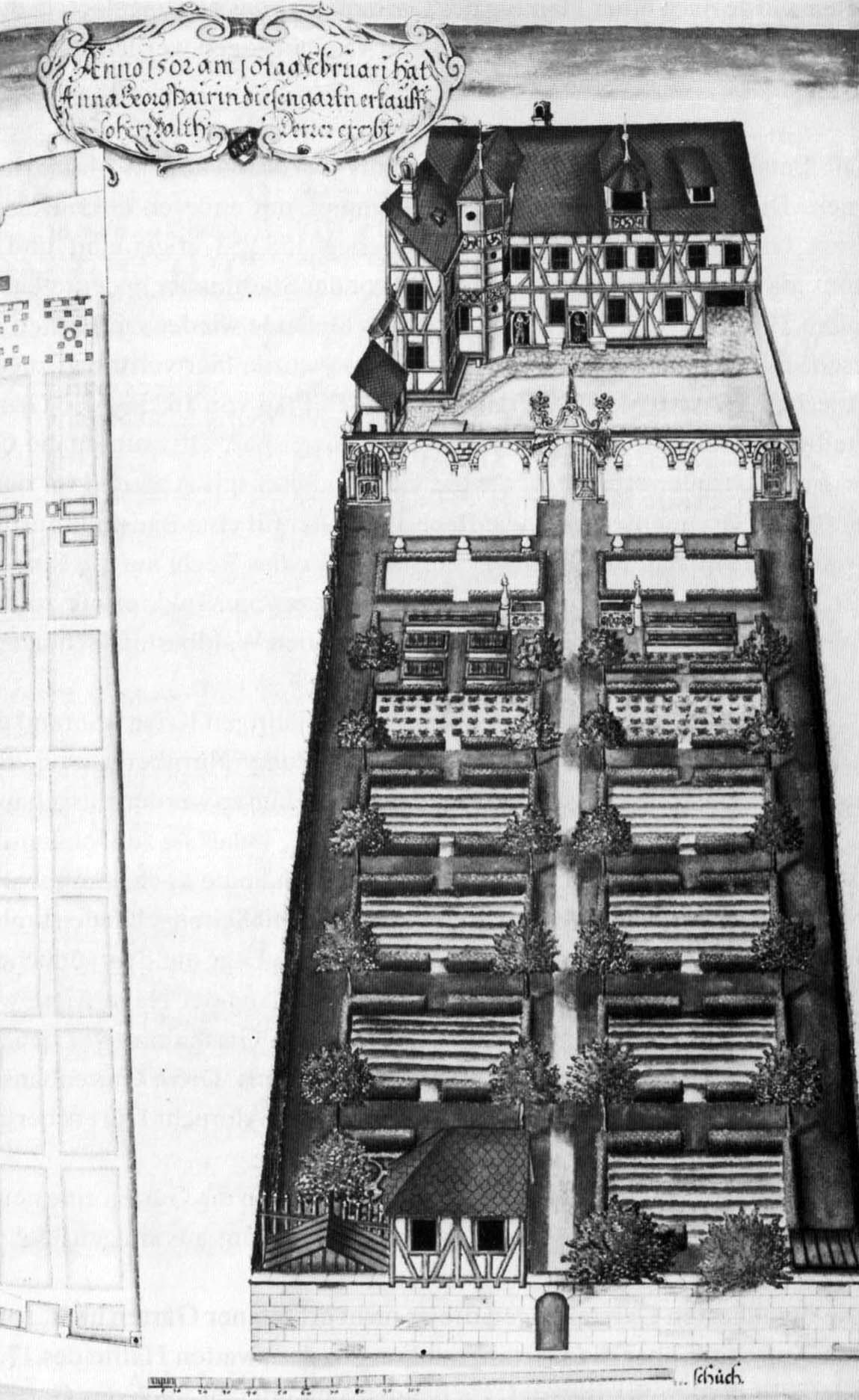
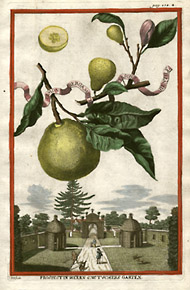
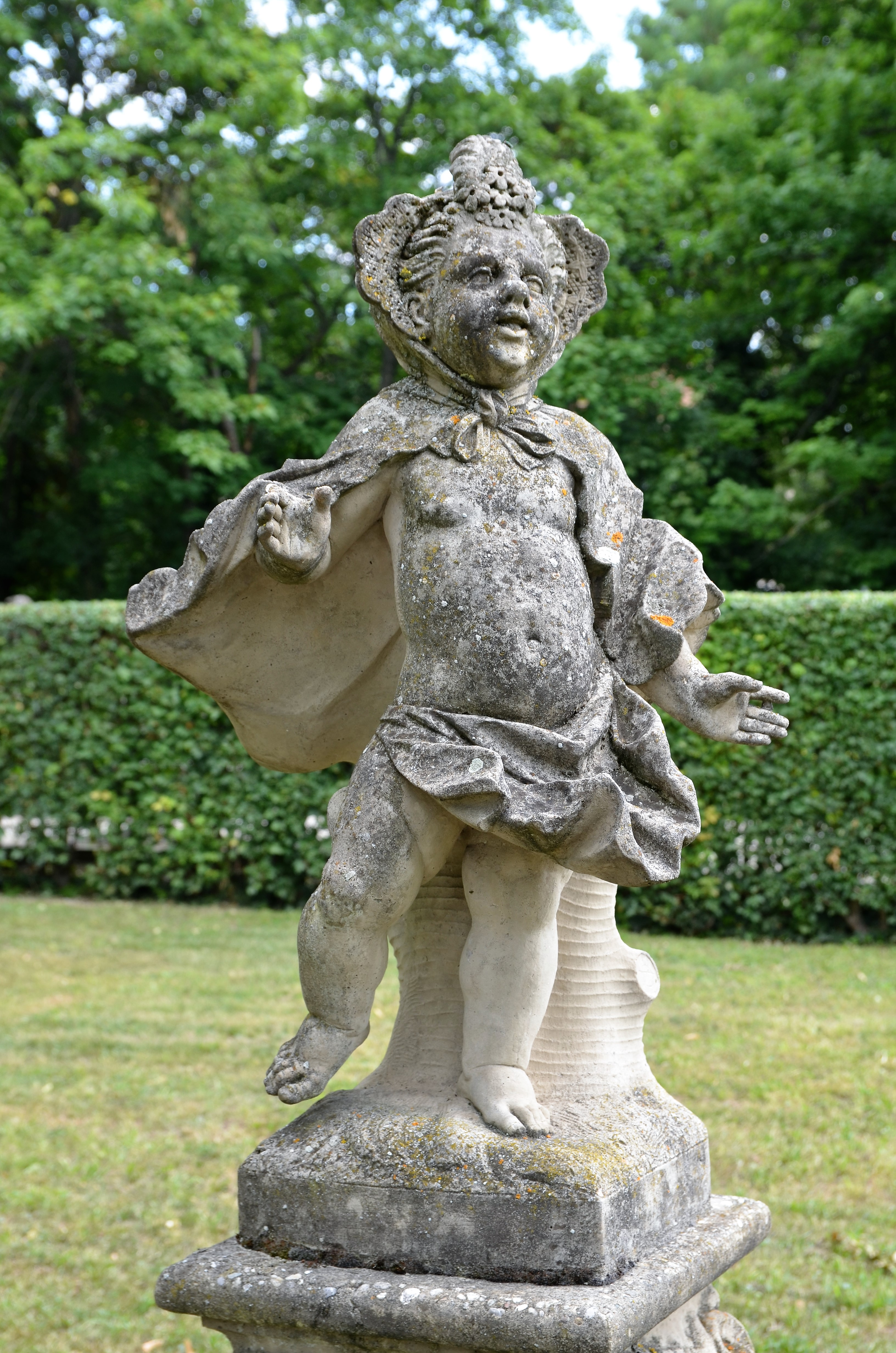

## 名称
赫斯珀里得斯花园的名称来自于希腊神话中的仙女园丁赫斯珀里得斯，她们的任务是看守生长在花园里的金苹果。